# 谷中幼稚園
谷中幼稚園（やなかようちえん、Yanaka Kindergarten ）は、1952年（昭和27年）東京都台東区谷中の立善寺にて創立した、東京都公認の個人立幼稚園。

## 設立の趣旨
初代園長の牛島雷八が、約30年の長きに渡り教職の道を歩み、台東区立谷中小学校の校長を退職後、就学前教育の大切さも感じ、昭和27年4月に立善寺にて谷中幼稚園を創立した。

## 教育目標
- 考えてみる・何事も最後までやりとげる・達成感を味わう

## 沿革
- 1952年（昭和27年）
  - 東京都台東区谷中の立善寺にて谷中幼稚園を創立
- 1953年（昭和28年）
  - 東京都より設立許可書の交付を受け、現所在地の谷中3丁目（旧初音町）に園舎を完成させる
- 1960年（昭和35年）
  - 当時では珍しいスクールバスによる園児の送迎を開始した

など

## 園職員
- 初代園長：牛島雷八

など